# Herd Mentality
Herd Mentality, conosciuto anche col titolo Roar of the Crowd, è un cortometraggio televisivo del 2011 diretto da Andy Cadiff.